# افغانستان در ۲۰۱۶
حوادث ذیل به ترتیب ماه‌ها در سال ۲۰۱۶ در افغانستان به‌وقوع پیوست.

## متولیان امور
- رئیس‌جمهور: اشرف غنی
- رئیس اجرائیه: عبدالله عبدالله
- قاضی القضات: عبدالسلام عظیمی

## حوادث
- جنگ در افغانستان (۲۰۲۱–۲۰۰۱)

### ژانویه
- ۱ ژانویه – انفجار یک ماشین بمب‌گذاری شده در کنار هوتل کابل ۲ کشته و ۱۵ زخمی برجای گذاشت.[۱]
- ۲ ژانویه – نیروهای امنیتی افغان با گروهی از افراد مسلح در نزدیکی کنسولگری هند در مزار شریف درگیر شدند. همچنین در چنین روزی، نیروی مبارزه علیه تروریسم افغان، ۵۹ زندانی را از زندان طالبان در ولسوالی نهر سراج آزاد کردند.[۲][۳]
- ۵ ژانویه – یک سرباز نیروهای ویژه ارتش ایالات متحده آمریکا از گروه A، گردان 19 SFG، یا گروه نیروهای ویژه ۱۹ کشته شد و دو تن دیگر زخم برداشتند، ولی تعدادی سربازان نیروهای ویژه افغان در جریان عملیات مشترک در حمایت از یک مامورت گسترده‌تر از سوی قول اردوی ۲۱۵ اردوی ملی افغانستان در زمینه پاکسازی طالبان از شهر مارجه، ولایت هلمند معلوم نبود. یک هلی‌کوپتر HH-60 عملیات‌های خاص ارتش نیز تخریب گردید.[۴][۵][۶][۷]

### فوریه
- ۱ فوریه – فرد انتحاری که در میان صف پلیس در مقابل دروازه ورودی مرکز پلیس امن و نظم عمومی افغانستان ایستاده بود، خودش را منفجر کرد. این انفجار دست کم ۲۰ کشته و ۲۹ زخمی برجای گذاشت. طالبان مسؤلیت این حمله را به‌عهده گرفتند. همچنین در چنین روزی، حملات هوایی نیروهای آمریکایی در ولایت ننگرهار در شرق افغانستان ۲۹ جنگ‌جوی داعش را کشت و دستگاه رادیویی این گروه تروریست را نابود نمود.[۸][۹][۱۰][۱۱][۱۲][۱۳][۱۴][۱۵][۱۶]
- ۲ فوریه – حمله هوایی آمریکا در ولایت پکتیکا در شرق افغانستان، ۱۸ جنگجوی طالبان پاکستانی را به قتل رسانید.[۱۷]
- ۵ فوریه – در نبردی ولسوالی سنگین ولایت هلمند ۴ نیروی افغان کشته شدند و ۷ تن دیگر زخم برداشتند.[۱۸]
- ۶ فوریه – در پی دفاع از تعمیرهای دولتی در ولسوالی سنگین، ۹ سرباز افغان کشته شدند، ۷ نفر زخم برداشتند و ۳ تن دیگر اسیر شدند.

### مارس
- ۲ مارس – مهاجمان به کنسولگری هند در جلال‌آباد یورش بردند که در نتیجه ۵ مهاجم کشته شدند و ۹ نفر دیگر زخم برداشتند.[۱۹]
- ۶ مارس – عملیات ننگرهار یاپان یافت؛ اشرف غنی، رئیس‌جمهور افغانستان در پارلمان افغانستان اعلام کرد که داعش در مناطق شرقی کشور شکست خورده‌است. در چنین روزی، حمله هواپیمای بدون سرنشین آمریکا در ننگرهار، ۱۵ جنگ‌جوی داعش را کشت.[۲۰][۲۱]
- ۹ مارس – تقریباً ۱۰ شورشی طالبان بر دفاتر دولتی در ولایت هلمند حمله کردند.[۲۲]
- ۱۴ مارس – ولسوالی خان نشین به دست طالبان سقوط کرد.

### آوریل
- اوایل آوریل – مأموریتی ۳۶ ساعته در ولسوالی کوت ولایت ننگرهار از طریق حملات یک‌جانبه آمریکا علیه مواضع داعش انجام شد؛ این مأموریت، نیروهای عملیات ویژه را قادر ساخت تا وارد ولسوالی شوند و بخشی از منطقه را پاکسازی نمایند.[۲۳]
- ۶ آوریل – در یک درگیری نیروهای افغان و جنگ‌جویان داعش در ولایت ننگرهار، ۳۹ داعش شامل قاری یوسف، فرمانده آنان کشته شد و ۱۵ تن دیگر جراحت برداشتند.[۲۴]
- ۱۱ آوریل – یک انتحاری سوار بر موتورسیکلت در ولایت جلال‌آباد، ۱۲ سرباز جذب شده در اردوی ملی را که سوار بر بس اردو بودند و برای آموزش به سمت کابل حرکت می‌کردند، به قتل رسانید.[۲۵]
- ۱۵ آوریل – نیروهای افغان و آمریکایی به خانه ابو عبدالله؛ یک عضو مظنون القاعده در ولسوالی خروار ولایت لوگر حمله کردند. در این حمله، ۲ نفر همراه با اسلحه و وسایل جاسوسی دستگیر شدند، ۱۲ نفر دیگر (که ۷ تن آنان اهل چچن بودند) شامل ۳ کودک کشته شدند.[۲۶]

### می
- ۵ می – نیروهای ویژه افغان با حمایت نیروهای ناتو بیش از ۶۰ نفر را که در ولسوالی نوزاد در قید طالبان بودند، آزاد کردند. در این عملیات ۲ جنگ‌جوی طالبان کشته و تعداد زیاد شان اسیر شدند.[۲۷]
- ۷ می – ۲ سرباز نیروهای ویژه رومانیایی از سوی ۲ عضو/حامی طالبان در یک حمله داخلی در ولایت قندهار کشته شدند.[۲۸]
- ۸ می – حکومت افغانستان ۶ زندانی طالبان را به دلیل مرتکب شدن جنایات سنگین علیه غیرنظامیان و نیروهای امنیتی و درخواست خانواده‌های قربانیان، اعدام کرد. در چنین روزی، دو بس و یک تانکر تیل در شاهراه بزرگ ولایت غزنی باهم تصادم نمودند که بر اثر آن ۷۳ نفر کشته شدند و بیش از ۵۰ تن دیگر جراحت برداشتند. همچنین در همین روز، جنگ‌جویان طالبان بر یک ایست بازرسی در حومه شهر لشکرگاه یورش بردند و ۱۵ نیروی امنیتی را به قتل رسانیدند، مقامات پلیس اما گفتند که ۱۴ مهاجم قبل از فرار کشته شدند.[۲۹][۳۰][۳۱]

### ژوئن
- ۱۲ ژوئن – درگیری میان سربازان پاکستانی و افغان در گذرگاه اصلی مرزی در انتهای خیبر اتفاق افتاد و تا شب ادامه یافت. در نتیجه، یک سرباز پاکستانی زخمی شد، یک سرباز افغان جان باخت و ۶ تن آنان جراحت برداشت.[۳۲]
- ۱۴ ژوئن – جنگ‌جویان طالبان پس از چند روز نبرد که در آن «تعداد انگشت شماری» مستشاران بین‌المللی و نیروهای عملیات ویژه با نیروهای دولتی همکاری می‌کردند، بخش‌های بزرگ ولسوالی چارچینوی ولایت ارزگان را تصرف کردند. طی این جنگ، ۷۷ جنگ‌جوی طالبان کشته شدند و ۳۶ تن دیگر زخم برداشتند. در سوی دیگر، ۱۲ نیروی امنیتی افغان جان باختند و ۵ تن آنان مجروح شدند.[۳۳]

### ژوئیه
- ۲ ژوئیه – مقامات محلی اعلام کردند که ۲۲۵ جنگ‌جوی وفادار به داعش در جریان عملیات‌های نظامی که نزدیک به یک هفته قبل آغاز شده بود، کشته شدند.[۳۴]
- ۹ ژوئیه – حمله هواپیمای بدون سرنشین آمریکا در ولایت ننگرهار که به منظور هدف قرار دادن شاخه خراسان داعش صورت گرفته بود، عمر خلیفه، رهبر جنبش طارق گیدار و ۴ جنگ‌جوی آنان را کشت.[۳۵][۳۶]
- ۱۳ ژوئیه – ۳ حمله ضد تروریستی در ولسوالی اچین ولایت ننگرهار صورت گرفت.[۳۷]
- ۱۴ ژوئیه – طی حمله هوایی هواپیما بدون سرنشین آمریکا، یک دستگاه رادیویی داعش در ولایت ننگرهار تخریب گردید.

### اوت
- ۱ اوت – حمله‌ای در کابل یک کشته و ۴ زخمی بر جای گذاشت.
- ۴ اوت – جنگ‌جویان طالبان بر کاروان گردش‌گران خارجی در ولسوالی چشت شریف ولایت هرات حمله کردند که چندین تن جراحت برداشتند.[۳۸]
- ۷ اوت – ۳ سرباز نیروهای آمریکایی در اثر انفجاری یک بمب انتحاری در ولسوالی سرخ‌رود در نزدیکی جلال‌آباد زخمی شدند. همچنین در چنین روزی، دو استاد؛ یکی آمریکایی و دیگری استرالیایی که در دانشگاه آمریکایی افغانستان کار می‌کردند، ربوده شدند.[۳۹][۴۰][۴۱]

### سپتامبر
- ۵ الی ۶ سپتامبر – حملات در شهر کابل بیش از ۴۰ کشته و بیش از ۱۰۰ زخمی برجای گذاشت.
- ۸ سپتامبر – طالبان به شهر ترینکوت وارد شدند، اما چند ساعت بعد وزارت دفاع ملی گفت که طالبان از شهر عقب زده شدند.[۴۲]
- اواسط سپتامبر – براساس اعلامیه گروه القاعده، نیروهای آمریکایی «در یک حمله زمینی مبنی بر اطلاعات ارائه شده از سوی ارتش پاکستان»، اسامه ابراهیم را در ولایت زابل کشتند. ابراهیم (همچنین معروف به امجد بهایی) یک جهادگرای پاکستانی، عضوی هیئت رهبری شبکه القاعده، «رئیس رسانه السحاب» و بخش تولید رسانه‌ای رسمی القاعده بود.[۴۳]
- ۱۸ سپتامبر – حمله هوایی اشتباه آمریکایی، دست کم جان ۷ افسر پلیس افغان را در ولایت ارزگان گرفت.[۴۴]
- ۲۸ سپتامبر – حمله هواپیمای بدون سرنشین مظنون آمریکا ۱۸ نفر (۱۵ شبه‌نظامی و ۳ غیرنظامی) را در ولایت شرقی ننگرهار کشت.[۴۵]

### اکتبر
- ۲ الی ۳ اکتبر – شورشیان طالبان حمله هماهنگ شده را در شام ۲ اکتبر از چهار سمت به‌سوی مرکز شهر قندز آغاز کردند و وارد شهر شدند. نیروهای عملیات ویژه ایالات متحده آمریکا در ۲ اکتبر برای حمایت از نیروهای افغان به محل رسیدند، این درحالی بود که نیروی هوایی افغانستان چندین حمله هوایی را به حمایت از نیروهای زمینی انجام دادند. سرتیپ دولت وزیری، سخن‌گوی وزارت دفاع ملی گفت که «نیروهای امنیتی و دفاعی افغانستان در همکاری با نیروهای هوایی توانستند به حملات دشمن پاسخ دهند و اکنون وضعیت به‌صورت کامل در کنترل آن‌ها است».[۴۶][۴۷]
- ۴ اکتبر – یک سرباز آمریکایی از گروه ب، گردان/کندک دوم، گروه نیروهای ویژه ۱۰، حین گزمه با نیروهای افغان در جریان عملیات علیه جنگ‌جویان شاخه خراسان داعش در اثر انفجار بمب کنار جاده در ولسوالی اچین ولایت ننگرهار کشته شد. این نخستین باری بود که یک نظامی آمریکایی در جنگ علیه جنگ‌جویان داعش در کشور جان باخت.[۴۸][۴۹]

### نوامبر
- ۳ نوامبر – در ساعات نخست این روز، حمله مشترک میان سربازان افغان و نیروهای ناتو به منظور هدف قرار دادن فرمانده ارشد طالبان در ولایت قندز صورت گرفت. سپس این نیروها به محاصره دشمن درآمدند و تحت شلیک آن‌ها قرار گرفتند. همین بود که خواستار حملات هوایی نیروهای خارجی شدند. علی‌رغم این‌که نیروهای افغان در آغاز به این نیروها حمایت هوایی کردند اما هواپیمای آمریکایی نیز حملات هوایی را بر مواضع طالبان انجام داد. طی این حمله، دو سرباز کندک دوم گروه نیروهای ویژه ۱۰ کشته شدند و ۴ تن دیگر جراحت برداشتند. همچنین ۴ نیروی ویژه افغان نیز در این نبرد جان باختند و ۷ تن آنان زخمی شدند. سخن‌گوی رئیس امنیتی ولایت قندز تصریح کرد که در اثر عملیاتی در روستا بوز قندهاری، منطقه تحت تسلط طالبان تا صبح روز جمعه (۴ نوامبر) ۲۴ غیرنظامی شامل زنان و کودکان جان باختند و ۱۰ تن دیگر زخمی شدند. همچنین قومندان امنیتی ولایت قندز گفت که دو فرمانده ارشد طالبان که هدف این حمله بودند، همراه با ۶۳ شورشی دیگر گشته شدند.[۵۰][۵۱]

### دسامبر
- ۱۸ دسامبر – در اثر تصادم یک بس مسافر بری با یک تانکر تیل در شاهراه ولایت فراه، ۱۴ نفر جان باختند.[۵۲]
- ۲۱ الی ۲۲ دسامبر – ۳ مرد مسلح طالبان خانه میرولی، نماینده مجلس نمایندگان از ولایت هلمند را مورد حمله قرار دادند. در پی این حمله، ۸ نفر کشته شدند و ۶ تن دیگر زخم برداشتند. نیروهای امنیتی توانستند مهاجمان را از پا درآورند و ۱۸ گروگان را پس از یک محاصره ۱۰ ساعته آزاد سازند.[۵۳]
- ۳۱ دسامبر – نیروهای ایالات متحده آمریکا از افغانستان خارج شدند و ۸۴۰۰ سرباز مستقر در چهار پایگاه (کابل، قندهار، بگرام و جلال‌آباد) را ترک کردند.